# 奧爾蘭卡河
52°54′38″N 23°09′03″E / 52.9105°N 23.1507°E

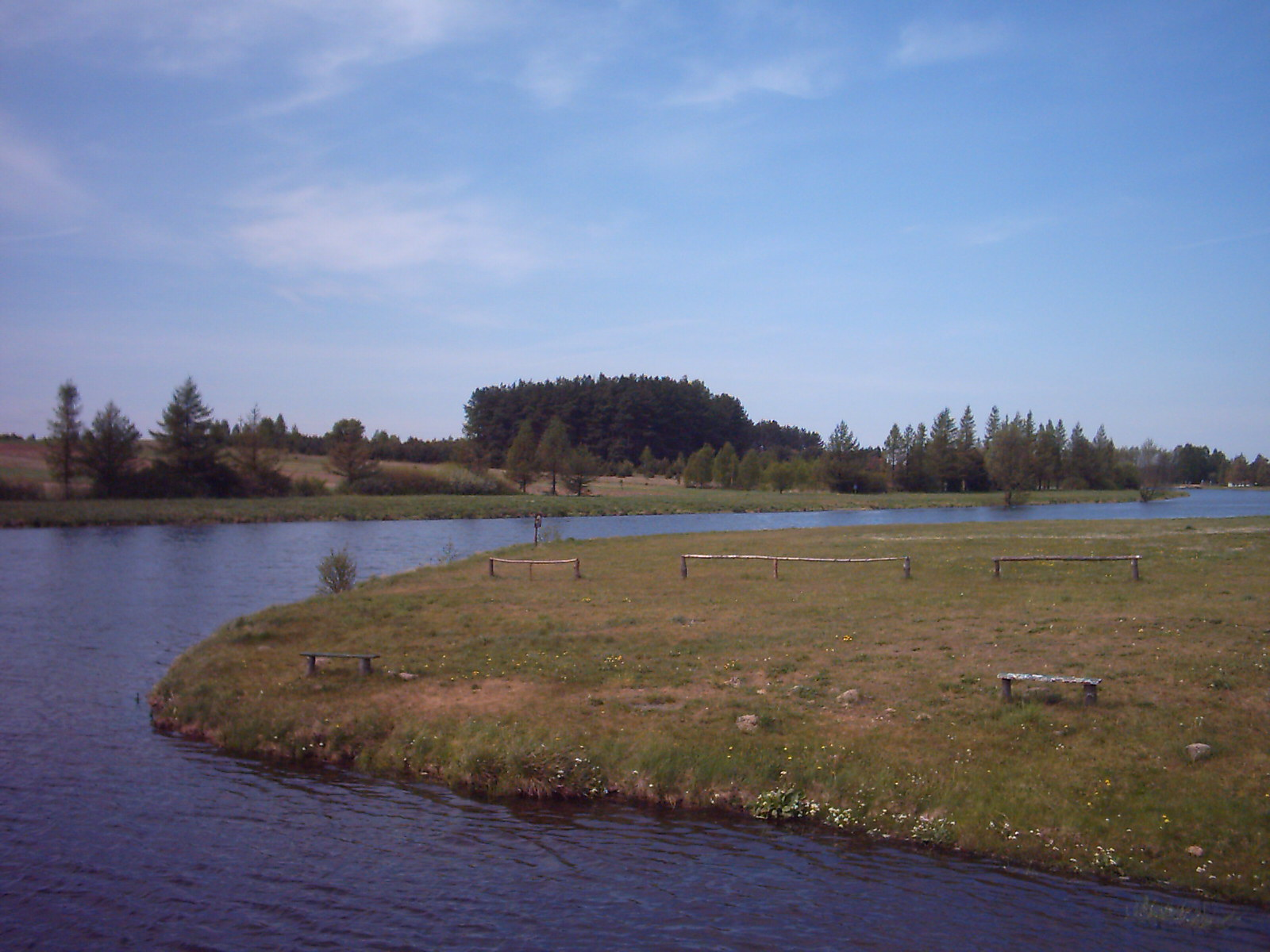

奧爾蘭卡河是波蘭的河流，位於該國北部，處於濱海省，屬於納雷夫河的左支流，河道全長50公里，流域面積520平方公里，平均河寬大約2至7公尺。